# ديفيد إدواردز
ديفيد إدواردز (بالإنجليزية: David Edwards)‏ (مواليد 3 فبراير 1986 في شروسبيري - إنجلترا) لاعب كرة قدم ويلزي يلعب حاليا لصالح نادي الدرجة الممتازة وولفرهامبتون واندررز الإنجليزي منذ 2008 في مركز الوسط المحوري كما يجيد اللعب في مركز الوسط الأيمن .

## مسيرته الكروية
لعب ديفيد إدواردز خلال مسيرته الاحترافية مع 4 أندية في واحد وعشرون موسمًا وسجل خلالها 61 هدفًا ضمن 490 مباراة. ولم يفز بأي موسم بالكأس أو بالدوري.
خاض ديفيد إدواردز مسيرته مع نادي شروزبري تاون في موسم 2002–03 في المرة الأولى ليلعب معه خمسة مواسم ثم في موسم 2018–19 ولمدة موسمين، مشاركًا طوالها في 155 مباراة سجل خلالها 13 هدفًا. ثم انتقل إلى نادي وولفرهامبتون واندررز في موسم 2007–08 ليلعب معه أحد عشر موسمًا، حيث شارك في 284 مباراة سجل خلالها 41 هدفًا. لينتقل بعدها إلى نادي ريدنغ في موسم 2017–18 ولمدة موسمين، مشاركًا في 32 مباراة سجل خلالها 3 أهداف.

## روابط خارجية
- ديفيد إدواردز على موقع الاتحاد الأوربي (الإنجليزية)
- ديفيد إدواردز على موقع قاعدة بيانات كرة القدم.إي يو (الإنجليزية)
- ديفيد إدواردز على موقع ناشيونال فوتبول تيمز (الإنجليزية)
- ديفيد إدواردز على موقع Soccerbase.com (لاعب) (الإنجليزية)
- ديفيد إدواردز على موقع Soccerway.com (الإنجليزية)
- ديفيد إدواردز على موقع عالم كرة القدم.نت (الإنجليزية)
- ديفيد إدواردز على موقع AS.com (الإسبانية)